# Tomopteris messanica
Tomopteris messanica är en ringmaskart som beskrevs av Terio 1952. Tomopteris messanica ingår i släktet Tomopteris och familjen Tomopteridae. Inga underarter finns listade i Catalogue of Life.